# Tribendimidina
La tribendimina és un fàrmac antihelmíntic utilitzat pel tractament d'infeccions causades per tremàtodes. És un derivat semi-sintètic de l'amidantel, que es va desenvolupar pel tractament de les helmintiasis a la Xina a principis dels anys 80.
Un dels seus usos és pel tractament de la infecció causada per Opisthorchis viverrini, tremàtode endèmic del sud-est asiàtic que causa l'opistorquiosi.